# Tzutuhil-Sprache
Die Tzutuhil-Sprache, auch Tz'utujil ist die Sprache des indigenen Volks der Tzutuhil in Guatemala und gehört mit knapp hunderttausend Sprechern zu den größeren Maya-Sprachen.

## Verbreitung
Die Tzutuhil-Sprache wird am Atitlán-See in den Gemeinden San Juan La Laguna, San Pablo La Laguna, San Marcos La Laguna, San Pedro La Laguna und Santiago Atitlán gesprochen, außerdem von einer kleinen Gruppe in San Lucas Tolimán. Früher war das Sprachgebiet deutlich größer.
Bei der Volkszählung von 2002 gaben 63.237 Personen (0,6 %) Tz´utujil als Muttersprache an; 78.498 (0,6 %) bezeichneten sich als Tz´utujil.
SIL International unterteilt die Sprache in zwei Sprachen, Ost-Tzutuhil (50.000 Sprecher im Jahre 1998, Code tzj) und West-Tzutuhil (34.000 Sprecher im Jahre 1990, Code tzt). Mit zusammen 84.000 gibt damit SIL die Sprecherzahl deutlich höher als die offizielle Volkszählung an.